# Episodi di Star Trek: Picard (seconda stagione)
La seconda stagione della serie televisiva Star Trek: Picard, composta da 10 episodi, è stata trasmessa sull'emittente televisiva statunitense CBS dal 3 marzo al 5 maggio 2022.
In Italia la stagione è stata pubblicata sul servizio di streaming on demand Amazon Prime dal 4 marzo 2022 al 6 maggio 2022.
| nº | Titolo originale   | Titolo italiano    | Prima TV USA   | Pubblicazione Italia |
| -- | ------------------ | ------------------ | -------------- | -------------------- |
| 1  | The Star Gazer     | Guarda le stelle   | 3 marzo 2022   | 4 marzo 2022         |
| 2  | Penance            | Penitenza          | 10 marzo 2022  | 11 marzo 2022        |
| 3  | Assimilation       | Assimilazione      | 17 marzo 2022  | 18 marzo 2022        |
| 4  | Watcher            | L'osservatore      | 24 marzo 2022  | 25 marzo 2022        |
| 5  | Fly Me to the Moon | Portami sulla luna | 31 marzo 2022  | 1º aprile 2022       |
| 6  | Two of One         | Due di uno         | 7 aprile 2022  | 8 aprile 2022        |
| 7  | Monsters           | Mostri             | 14 aprile 2022 | 15 aprile 2022       |
| 8  | Mercy              | Pietà              | 21 aprile 2022 | 22 aprile 2022       |
| 9  | Hide and Seek      | Nascondino         | 28 aprile 2022 | 29 aprile 2022       |
| 10 | Farewell           | Addio              | 5 maggio 2022  | 6 maggio 2022        |

## Guarda le stelle
- Titolo originale: The Star Gazer
- Diretto da: Doug Aarniokoski
- Scritto da: Akiva Goldsman, Terry Matalas

### Trama
Picard è tornato sulla Terra a occuparsi delle vigne di famiglia, ma una nuova emergenza lo richiama nello spazio: una strana anomalia si sta avvicinando allo spazio della Federazione dei Pianeti Uniti e sta trasmettendo su tutte le frequenze un messaggio di aiuto rivolto proprio all'ammiraglio Picard. La nave mandata a incontrare l'anomalia, la USS Stargazer NCC 82893, è una nave sviluppata integrando tecnologia Borg e capitanata da Cristobal Rios, divenuto nel frattempo capitano della Flotta Stellare, che aggiunge al suo equipaggio Sette di Nove (unica rimasta a bordo dell'ex nave di Rios, La Sirena) e la dottoressa Agnes Jurati. Raggiunta l'anomalia, scoprono che all'interno si nasconde una nave Borg e che i cyborg chiedono di essere annessi alla Federazione, offrendo come premio la Regina Borg; Sette di Nove e Rios sono parecchio diffidenti e restii ad accettare, ma la Regina si teletrasporta sulla plancia assimilando i codici di comando della Flotta Stellare dal computer di bordo. Picard, per impedire che tutta la Flotta cada in mano nemiche, autodistrugge la Stargazer, ma subito dopo l'esplosione si ritrova nella veranda della propria tenuta di famiglia in un continuum temporale differente dove incontra Q.
- Guest star: Whoopi Goldberg (Guinan), John de Lancie (Q)
- Altri interpreti: Orla Brady (Laris), Dylan Von Halle (Jean-Luc Picard, bambino), Madeline Wise (Yvette Picard), Annie Wersching (Regina Borg)

## Penitenza
- Titolo originale: Penance
- Diretto da: Douglas Aarniokoski
- Scritto da: Akiva Goldsman e Michael Chabon

### Trama
Q porta Picard nella tenuta di quest'ultimo in una realtà alternativa, in cui Picard è un crudele generale che ha sterminato intere popolazioni aliene e ridotto in schiavitù altre in nome della purezza della razza umana. La stessa sorte tocca anche agli altri membri della Stargazer: Sette di Nove si risveglia come presidente della Confederazione della Terra senza alcuna traccia dei suoi impianti Borg, Rios è comandante di una nave stellare (La Sirena) in guerra contro i vulcaniani e Raffi e Elnor si ritrovano in un ghetto in cui è scoppiata la ribellione dei vulcaniani e dei romulani, rispettivamente nei panni di una poliziotta e di un dissidente. Anche Agnes si risveglia in un laboratorio in cui è tenuta prigioniera la regina Borg, che riconosce Sette di Nove perché ella ha una coscienza trans-temporale e comprende che c'è stata un'interruzione del continuum. L'equipaggio della Stargazer riesce a ritrovarsi per discutere il da farsi e comprende che Q è andato indietro nel tempo e cambiato la storia della Terra; Picard parla con la regina Borg, che lo riconosce come Locutus e gli rivela che il presente è stato cambiato nel 2024 a Los Angeles. Sette e gli altri stringono un'alleanza con la regina, che desidera anche lei tornare nel vero "presente" dove i Borg non sono ancora stati sterminati, ma la cyborg viene prelevata per essere giustiziata in pubblico. Scatta pertanto il piano per liberarla, poiché lei ha le capacità di far tornare indietro nel tempo Picard e i suoi nel 2024 e riparare ciò che è stato cambiato. Durante la fuga vengono però raggiunti dal Primo Magistrato, marito di Sette di Nove che, teletrasportatosi sull'astronave, ferisce Elnor.
- Guest Star: John De Lancie (Q)
- Altri interpreti: Annie Wersching (Regina Borg), Jon Jon Briones (Primo Magistrato)

## Assimilazione
- Titolo originale: Assmilation
- Diretto da: Lea Thompson
- Scritto da: Kiley Rossetter e Christopher Monfette

### Trama
Picard e i suoi si liberano del Primo Ministro e della sua squadra e, con l'aiuto della Regina Borg, saltano indietro nel tempo fino alla Terra del 2024; a causa del salto temporale la Regina prosciuga l'energia residua dell'astronave per sopravvivere e provoca la morte di Elnor, già gravemente ferito. Raffi incolpa Picard di aver provocato tutto a causa del suo passato non propriamente amichevole con Q. Rios, Raffi e Sette partono alla ricerca di un personaggio chiamato l'Osservatore, che sembra essere la chiave di volta del cambiamento della linea temporale, mentre Agnes e Picard cercano di curare la Regina Borg. Agnes decide di sottoporsi a un processo di assimilazione parziale per curarla, incontrando l'opposizione di Picard, che sa a cosa va incontro la scienziata essendo stato membro della collettività come Locutus; nonostante le riserve accetta di collegarla alla Regina monitorando la situazione. Intanto Sette, Raffi e Rios arrivano a Los Angeles via teletrasporto, ma Rios compare in bilico su una scala antincendio e cade, ferendosi gravemente; viene portato in una clinica gestita da una dottoressa che si occupa di curare immigrati, anche clandestini: lì non solo Rios perde il comunicatore, ma viene arrestato dalla Polizia durante una retata. Intuendo un legame sempre più forte tra la mente di Agnes e quella della Regina, Picard scollega la ragazza, che rivela di aver sottratto le coordinate della posizione dell'Osservatore alla mente della Borg, suscitando l'ammirazione e la curiosità di quest'ultima.
- Guest star: John de Lancie (Q)
- Altri interpreti: Annie Wersching (Regina Borg), Jon Jon Briones (Primo Magistrato), Sol Rodríguez (Teresa Ramirez)

## L'osservatore
- Titolo originale: Watcher
- Diretto da: Lea Thompson
- Scritto da: Travis Fickett e Juliana James

### Trama
Agnes e Picard giungono al Chateau Picard del 2024, abbandonato dai tempi dell'occupazione nazista della seconda guerra mondiale. Tramite alcuni indizi nascosti nel subconscio di Agnes capiscono che hanno tre giorni di tempo per evitare il fenomeno che cambierà il futuro. Picard recupera delle coordinate che lo portano a incontrare una giovane Guinan; lei ovviamente non lo riconosce, ma lui le racconta cose che le fanno capire che l'uomo viene dal futuro e che può aiutarlo a sistemare le cose. Guinan accetta pertanto di portare Picard dall'Osservatore, che ha assunto l'aspetto di Laris.
 
Intanto Raffi e Sette cercano di raggiungere Rios, arrestato dall'immigrazione e rinchiuso in un centro di detenzione per clandestini in attesa di rimpatrio. Le due donne e Rios hanno bisogno di essere teletrasportati via, ma il teletrasporto richiede troppo tempo per essere riparato; disperata, Agnes fa un patto con la Regina Borg: in cambio, accetta di ricollegarsi con lei.
La puntata si conclude con Q che scopre di aver perso temporaneamente i suoi immensi poteri.
- Guest star: John de Lancie (Q)
- Altri interpreti: Orla Brady (Tallinn), Annie Wersching (Regina Borg), Madeline Wise (Yvette Picard), Ito Aghayere (Guinan), Penelope Mitchell (Renée Picard), Kirk Thatcher (punk), Sol Rodríguez (Teresa Ramirez)
- L'episodio cita una scena del film Rotta verso la Terra, offrendo un caso di fanservice: in una scena Raffi e Sette di Nove si trovano su un autobus di linea a Los Angeles, dove un punk di mezza età sta ascoltando una canzone su uno stereo portatile ad alto volume, disturbando gli altri viaggiatori.[4][5][6] Sette gli intima di smetterla con quel comportamento e lui si scusa, abbassando il volume.[4][5][6] La situazione è similare a quella di una scena di Rotta verso la Terra, dove Spock e Kirk incontrano un giovane punk su un autobus della San Francisco del 1986, che sta ascoltando la stessa identica canzone, seppur con esito diverso: il ragazzo rifiuterà di abbassare il volume, costringendo Spock a tramortirlo con la presa vulcaniana.[4][5][6] Il punk è interpretato per altro da Kirk R. Thatcher, regista e produttore statunitense che aveva interpretato il medesimo personaggio nel film del 1986.[4][5][6]

## Portami sulla luna
- Titolo originale: Fly Me to the Moon
- Diretto da: Jonathan Frakes
- Scritto da: Cindy Appel

### Trama
Picard incontra l'Osservatore, che si presenta come Tallinn e gli rivela che la persona che sta osservando e proteggendo altri non è che Renée Picard, un'antenata dell'ammiraglio e astronauta; fra tre giorni dovrà partecipare a una missione spaziale importantissima che, a quanto pare, si rivelerà cruciale per il futuro come loro lo conoscono. Picard scopre che Q sta tramando per impedire la partecipazione della ragazza al lancio, e chiede a Tallinn aiuto. Raffi e Sette riescono a liberare Rios e tornare sull'astronave, ma hanno una brutta sorpresa: la Regina Borg ha chiamato con l'inganno le autorità francesi attirando un poliziotto: dopo averlo preso in ostaggio, ricatta Agnes offrendo la sua liberazione in cambio dell'assimilazione; Agnes uccide la Regina pur di liberare l'uomo, ma ora si ritrovano tutti intrappolati nel 2024 perché la Borg era l'unica a poter calcolare il salto temporale nel futuro.
Si scopre anche l'origine dell'interesse della discendenza Soong per la genetica: nel 2024 il dott. Soong ha una figlia, Kore, affetta da una rarissima malattia genetica che le impedisce di esporsi all'aria aperta perché un singolo granello di polvere attaccherebbe il suo sistema immunitario. Ostacolato nelle sue ricerche per motivi etici, viene contattato da Q, che gli offre una cura; essa funziona, ma è temporanea e Q ricatta Soong: la cura definitiva in cambio di un non precisato favore da parte dello scienziato, favore che si intuisce avere a che fare con Renée. Renée Picard viene seguita e osservata da Tallinn, Picard e i suoi: è l'ultima serata di libertà prima della quarantena pre-lancio ed è previsto un fastoso ricevimento; sanno che se Q vuole impedire la partecipazione della giovane pilota alla missione si dovrà muovere in quel frangente, così decidono di osservarla da vicino. 
La puntata si conclude con la rivelazione che, prima di morire, la Regina Borg è riuscita a "trasferirsi" nella mente di Agnes, con cui già condivideva un legame a causa della parziale assimilazione. 
- Guest Star: John de Lancie (Q), Brent Spiner (Adam Soong), Lea Thompson (Dr. Diane Werner)
- Altri interpreti: Orla Brady (Tallinn), Isa Briones (Kore Soong), Annie Wersching (Regina Borg), Penelope Mitchell (Renée Picard), Sol Rodríguez (Teresa Ramirez)

## Due di uno
- Titolo originale: Two of One
- Diretto da: Jonathan Frakes
- Scritto da: Cindy Appel e Jane Maggs

### Trama
La sera del ricevimento, Agnes si fa arrestare per poter hackerare il sistema di sicurezza e far entrare Picard, Tallinn e gli altri; inizia così la sorveglianza di Renée, mentre tutti fanno i conti con le loro vite e i loro ricordi: Rios è entusiasta del XXI secolo (e forse un po' infatuato di Teresa Ramírez, la dottoressa che l'ha salvato), Raffi continua a vedere Elnor ovunque, Agnes combatte con la presenza della Regina Borg nella sua testa. Durante la festa, Adam Soong si presenta a Picard, palesando la sua alleanza con Q e la sua ostilità nei confronti dell'ammiraglio. Jean-Luc incontra Renée nel tentativo di convincerla a non abbandonare la missione spaziale; mentre stanno parlando durante una passeggiata, Soong cerca di investire Renée, ma Jean-Luc la salva finendo sotto l'auto. Rios e gli altri lo portano dalla dottoressa Ramírez: Picard viene curato, ma finisce in coma e Tallinn si offre di entrare nella sua mente per poterlo svegliare. Intanto Kore scopre di essere l'ennesimo esperimento di genetica del padre, l'ultimo tra i cloni di Soong a essere sopravvissuto. La Regina Borg prende il sopravvento sulla mente di Agnes, che ora è sotto il suo controllo.
- Guest star: Brent Spiner (Adam Soong), John de Lancie (Q)
- Altri interpreti: Orla Brady (Tallinn), Isa Briones (Kore Soong), Annie Wersching (Regina Borg), Penelope Mitchell (Renée Picard), Sol Rodríguez (Teresa Ramirez), Madeline Wise (Yvette Picard), Dylan Von Halle (Jean-Luc Picard, bambino)

## Mostri
- Titolo originale: Monsters
- Diretto da: Joe Menendez
- Scritto da: Jane Maggs

### Trama
Picard è in coma e prigioniero della sua mente dove ricorda sia la propria infanzia che sua madre, Yvette Picard; compiendo un viaggio introspettivo dove ricordi e sogni si accavallano, si viene a sapere cosa è accaduto alla donna, evidentemente malata di schizofrenia: l'infermità mentale di Yvette e il suo rifiuto di curarsi hanno condizionato l'esistenza del bambino e il suo futuro come uomo e membro della Flotta. Si scopre che la donna, in uno dei suoi deliri, aveva messo in pericolo il figlio, costringendo il padre a intervenire e rinchiuderla. Il bimbo, incapace di elaborare quanto stava succedendo a causa della sua giovane età, interpreta male gli accadimenti, vedendo per il resto della sua vita il padre come un mostro e la madre come una vittima della crudeltà del marito.
La dottoressa Ramírez giunge alla clinica e Rios, pur di salvare Picard, è costretto a rivelarle parte della verità e teletrasporta Teresa e il figlioletto su La Sirena, la sua astronave, nel tentativo di convincerla della bontà delle sue azioni.
Intanto Tallinn, entrata nella mente di Jean Luc, riesce a svegliarlo, mentre Raffi e Sette cercano di rintracciare Agnes, scoprendo che la ragazza è sotto il controllo della Regina Borg, che sta cercando di prevalere definitivamente sulla coscienza della ragazza al fine di diventare, attraverso di lei, una nuova Regina e chiamare i Borg sulla Terra del XXI secolo per assimilarla.

Picard, una volta svegliato, capisce che la fissa che Q ha nei suoi confronti ha a che fare col suo passato; Jean Luc va dalla giovane Guinan che ha il potere di chiamare un Q, ma qualcosa va storto e la convocazione non va a buon fine. Nel locale di Guinan compare però un tizio, che si rivela essere un agente dell'FBI: l'uomo ha un filmato in cui si vede Picard comparire dal nulla mediante teletrasporto e arresta sia Jean Luc che Guinan in nome della sicurezza nazionale.
- Guest star: James Callis (Lo psichiatra/Maurice Picard), Jay Karnes (agente Wells)
- Altri interpreti: Orla Brady (Tallinn), Madeline Wise (Yvette Picard), Sol Rodriguez (Teresa Ramirez), Ito Aghayere (Guinan), Dylan Von Halle (Jean-Luc Picard, bambino)
- Jay Karnes è apparso nell'episodio 5x24 di Star Trek: Voyager nei panni del tenente Ducane, primo ufficiale della nave di classe Wells Relativity. Non ci sono prove che in Star Trek: Picard si riprenda il personaggio, che era un guardiano temporale, ma il nome del personaggio (Wells) offre un piccolo caso di fanservice.[7]

## Pietà
- Titolo originale: Mercy
- Diretto da: Joe Menendez
- Scritto da: Cindy Appel e Kirsten Beyer

### Trama
Raffi e Sette sono sulle tracce di Agnes: riescono a trovarla, ma vengono messe fuori gioco dalla ragazza che è sempre più sopraffatta dalla Regina Borg anche se, al momento di uccidere Raffi, si ferma.
L'agente Wells tiene in stato di arresto Guinan e Picard, ai quali mostra tutte le prove che ha accumulato sulla loro natura non terrestre e sospetta che loro siano lì per impedire la missione Europa. Si scopre che Wells ha incontrato degli alieni da bambino e che è stato aggredito da loro. Dai particolari del racconto, Picard gli rivela che erano vulcaniani e che non l'hanno aggredito, bensì hanno cercato di cancellarne il ricordo. Q si manifesta a Guinan in seguito alla "chiamata" e l'el-auriana capisce che l'onnipotente alieno sta morendo, fatto di per sé inspiegabile: i Q possono uccidersi a vicenda, ma non possono morire di morte naturale. Wells viene licenziato perché ha di nuovo "fallito" agli occhi dei suoi superiori perché decide di non mostrare i documenti che dimostrano l'esistenza degli "alieni" catturati ma, nonostante tutto, diventa amico dei due "alieni" e li lascia liberi di andare.
Kore affronta il padre circa la sua vera natura, scoprendo di essere la più longeva tra le sue creature, che sono state decine. Kore, grazie all'aiuto di Q, riesce ad andarsene da casa; poco dopo la Regina-Agnes giunge da Soong e lo convince che può salvare il suo lascito solo aiutandola a rubare La Sirena: gli chiede e ottiene il reclutamento di un gruppo di mercenari super addestrati che lei assimila, preparando l'annientamento della Terra con 400 anni di anticipo.
- Guest star: John de Lancie (Q), Brent Spiner (Adam Soong), Jay Karnes (agente Wells)
- Altri interpreti: Ito Aghayere (giovane Guinan), Isa Briones (Kore Soong), Sol Rodríguez (Teresa Ramirez), Evan Evagora (Elnor)

## Nascondino
- Titolo originale: Hide and Seek
- Diretto da: Michael Weaver
- Scritto da: Matt Okumura e Chris Derrick

### Trama
La Agnes-Regina giunge a La Sirena con i mercenari con lo scopo di prendersi la nave. Arrivano anche Picard e gli altri, raggiunti da Rios e da Teresa con il figlio, ma devono nascondersi. La Regina sta per assimilare la nave quando viene fermata da Agnes, che non solo ha ancora un minimo controllo sulla Regina, ma ha anche codificato i comandi della nave nascondendoli all'interno di un programma olografico di combattimento, che assume l'aspetto di Elnor. Soong ferma il combattimento proponendo a Picard un accordo: arrendersi, accettare il "futuro" alterato e aver salva la vita, ma Picard rifiuta. Picard e Tallinn, grazie a un ricordo di infanzia di Jean-Luc, trovano rifugio in un passaggio segreto a Chateau Picard, ma vengono trovati da Soong e i suoi soldati. Sette e Raffi riescono a eliminare col teletrasporto i mercenari Borg, ma rimane Agnes-Regina che ferisce Sette; sul punto di finirla, Agnes prende il sopravvento mostrando alla Regina le infinite linee temporali in cui in tutti i Borg non subiscono altro che l'annientamento. Agnes propone alla Regina un futuro diverso in cui, insieme, gireranno l'universo non per assimilare, ma per salvare le specie, un universo in cui i Borg non saranno temuti, ma amati. Rios, che era stato teletrasportato via con Teresa e il figlio, ritorna giusto in tempo per impedire a Soong di uccidere Picard. Agnes-Regina salva Sette, riassimilandola in parte. Picard finalmente ricorda cosa accadde a sua madre: a causa della sua malattia mentale si impiccò, e fu proprio il figlioletto a trovarla. Si scopre che Jean-Luc porta la colpa del suicidio della madre: il padre l'aveva chiusa in una stanza per proteggerla ma il bambino, convinto di salvarla, l'aveva liberata, dandole l'opportunità di uccidersi. Agnes-Regina prende La Sirena in cambio della vita di Sette e lascia tutti con un messaggio enigmatico su Renée e sulla missione Europa, che è ancora a rischio a causa delle trame di Soong.
- Guest star: Brent Spiner (Adam Soong), James Callis (Maurice Picard),
- Altri interpreti: Orla Brady (Tallinn), Annie Wersching (Regina Borg), Madeline Wise (Yvette Picard), Sol Rodriguez (Teresa Ramirez), Dylan Von Halle (Jean-Luc Picard, bambino), Evan Evagora (Elnor)
- In questo episodio si apprende che la madre di Picard muore suicida quando lui era un ragazzino. Questo sviluppo presenta una incongruenza narrativa con un episodio della serie TNG[8] nel quale Picard rivede, in un ricordo, la madre anziana.

## Addio
- Titolo originale: Farewell
- Diretto da: Michael Weaver
- Scritto da: Christopher Monfette e Akiva Goldsman

### Trama
Arriva il giorno del lancio della missione Europa e tutti cercano di fare in modo che ciò avvenga. Raffi, Sette e Rios scoprono dei droni progettati da Soong per far esplodere la navetta, ma non riescono a decodificare i codici di lancio. Tallinn intanto si introduce nella base e spiega a Renée l'importanza che compia il volo. Soong incontra Renée e l'avvelena con una tossina, lasciandola morire sola; Picard raggiunge la ragazza e si scopre che non è Renée, ma Tallinn, che aveva preso le sue sembianze per ingannare Soong. Il lancio avviene regolarmente, anche perché Raffi ha bypassato i codici dei droni di Soong dando la possibilità a Rios di pilotarli verso l'autodistruzione. Soong apprende del suo fallimento e riceve una chiamata da sua figlia Kore, che per vendicarsi di tutte le menzogne, cancella il database contenente il lavoro del padre: dal repulisti si salva solo una cartella, conservata in forma cartacea, denominata Progetto Khan. Wesley Crusher si presenta a Kore, rivelandole di essere un viaggiatore dello spaziotempo e la recluta come nuova viaggiatrice. La crisi è risolta, ma i protagonisti sono bloccati nel secolo sbagliato: Q si ripresenta a Jean-Luc, e gli spiega che ha fatto tutto affinché Picard affrontasse i suoi sensi di colpa nei confronti della morte della madre e per fare in modo che Jean-Luc non muoia solo come sta accadendo a Q. Picard non se ne fa una ragione: tutti quei morti solo per fargli affrontare un trauma della sua vita e Q gli spiega che lo ha fatto perché a lui importa di Picard; si offre inoltre di riportarli "a casa" nel loro tempo. Rios, innamorato della dottoressa Ramírez, decide di rimanere e saluta tutti. Si ritrovano tutti al punto di partenza: sulla Stargazer sotto apparente attacco Borg un istante prima dell'autodistruzione dell'astronave; la Borg che si trovava in plancia si rivela essere la Agnes-Regina: ella spiega che l'unico modo per fermare l'anomalia che sta avanzando nello spazio federale è un'alleanza tra Flotta e Borg. Le vengono concesse le autorizzazioni per coordinare la difesa della Terra usando le navi della Flotta; l'esito della battaglia è la creazione di un condotto di transcurvatura di natura anomala, che potrebbe essere una minaccia per tutti: per questo motivo i Borg chiedono l'adesione temporanea alla Federazione come guardiani della porta. Picard incontra Guinan, che ha avuto modo di vivere con gli amici lasciati da Picard nel passato: gli rivela che Rios e Teresa hanno fondato un movimento medico per curare i malati, il figlio di Teresa ha radunato un gruppo di geni, che ha trovato un modo di pulire oceani e atmosfera dall'inquinamento usando un organismo alieno scoperto da Renée durante la missione Europa. Elnor, per la gioia di tutti, non è mai morto. Picard torna a casa, ritrovando Laris e promettendosi una vita insieme. 
- Guest star: Brent Spiner (Adam Soong), Wil Wheaton (Wesley Crusher), John de Lancie (Q), Whoopi Goldberg (Guinan)
- Altri interpreti: Orla Brady (Tallinn/Laris), Penelope Mitchell (Renée Picard), Isa Briones (Kore Soong), Sol Rodriguez (Teresa Ramirez),